# معادن الصلصال

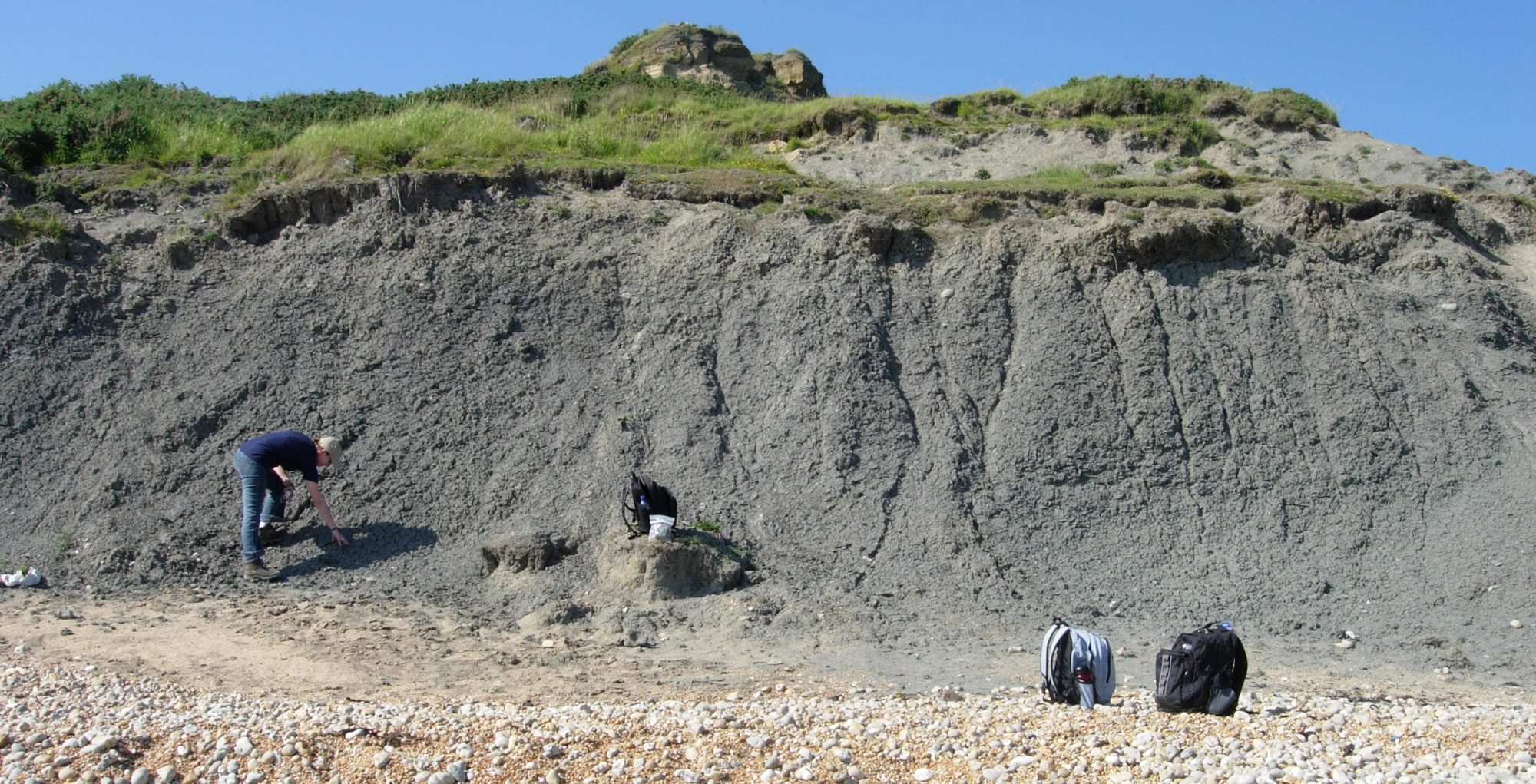

معادن الصلصال هي المعادن، غالباً من معادن السيليكات، الموجودة في طبقة الصلصال الموجودة على سطح الأرض.

## التفاعلات مع الماء
تفاعل الماء-الطين هو مصطلح شامل يصف التفاعلات المختلفة والمتطورة بين معادن الطمي والماء. في الحالة الجافة، تتواجد كتل الطمي في أكوام مقابلة لبعضها البعض مثل بطاقات اللعب، ولكن هذه الكتل تبدأ في التغير عند التعرض للماء. توجد خمسة مصطلحات تصف التفاعلات المتطورة التي من الممكن حدوثها في تفاعل الطمي-الماء، مثل الطمي المائي.
1. إماهة تحدث عند امتصاص كتلة الطمي للماء وتضخمه.

1. التشتت (أو التفكك) يسبب انقسامًا في صفائح الطمي وتوزيعها في الماء بسبب فقد القوى الجاذبة حيث تقسم قوة الماء الصفائح عن بعضها البعض.

1. التلبيد يحدث عندما توقف المقصات الميكانيكية وتجتمع صفائح الطمي الموزع في السابق بسبب قوة جذب الشحنات السطحية على الصفائح.

1. التأين، هو العملية العكسية، تحدث عند إضافة عامل التأين الكيميائي إلي الطين الملبد؛ حيث تُغطى شحنات الحافة الموجبة وتقل القوى الجاذبة كثيرًا.

1. يبدل التجمع، نتيجة العوامل الأيونية أو الحرارية، الطبقة المائية حول صفائح الطمي، ويزيل عامل التأين من شحنات الحافة الموجبة ويسمح للصفائح بالرجوع إلي البنية المقابلة لبعضها البعض.